# 364 (tal)
364 är det naturliga talet som följer 363 och som följs av 365.

## Inom vetenskapen
- 364 Isara, en asteroid.

## Inom matematiken
- 364 är ett jämnt tal
- 364 är ett sammansatt tal
- 364 är ett ymnigt tal
- 364 är ett tetraedertal
- 364 är ett nonadekagontal
- 364 är ett palindromtal i det ternära talsystemet.